# Syncopation
Syncopation – piąty album studyjny jamajskiej sekcji rytmicznej Sly & Robbie.
Płyta została wydana w roku 1982 przez jamajską wytwórnię Joe Gibbs Music. Nagrania zarejestrował w swoim studiu w Kingston Joe Gibbs. On też zajął się ich produkcją, we współpracy z Errolem Thompsonem.

## Lista utworów

### Strona A
1. "Syncopation"
2. "Free Ticket To Ride"
3. "Earthscan"
4. "Flirting In Space"

### Strona B
1. "Space Invaders"
2. "Nighthawk"
3. "Lazer Eyes"
4. "Flight To Nowhere"